# Los Ángeles (Chili)
Pour les articles homonymes, voir Los Angeles (homonymie).
Ne doit pas être confondu avec Los Angeles.
Los Ángeles est une commune du Chili et une ville du centre-sud du Chili, située dans la région du Biobío, capitale de la province de Biobío. Fondée en 1739, elle compte 187 494 habitants (chiffres de 2012). 

## Géographie
La ville est située non loin de la chute de Salto del Laja et est un point d'accès pour les touristes visitant le parc national Laguna del Laja ou le volcan Antuco. Elle est contournée par la route panaméricaine.

Position de Los Ángeles (en rouge) au sein de la région du Biobío.

## Religion
Le catholicisme y est la religion majoritaire (concurrencé par le protestantisme évangélique venu des États-Unis) et la ville avec sa cathédrale Sainte-Marie-des-Anges est le siège du diocèse de Los Ángeles. 